# Passo Donner
O passo Donner (em inglês:  Donner Pass) é um passo de montanha no norte da Serra Nevada, acima do Lago Donner e a aproximadamente 9 milhas (14 km) a oeste de Truckee, Califórnia. Como as próprias montanhas da Serra Nevada, o passo possui uma aproximação íngreme a leste e uma aproximação gradual a oeste. A altitude do passo é 2151 m (7056 pés).
O passo foi utilizado como parte da California Trail, da Primeira Ferrovia Transcontinental, da Overland Route, da Lincoln Highway e da Victory Highway (mais tarde U.S. Route 40 e depois Donner Pass Road), assim como indiretamente pela Interstate 80. O passo recebeu esse nome em função da Caravana Donner, que passou o inverno de 1846/47 por ali.

## História
Para chegar à Califórnia oriundos do leste, os pioneiros tiveram que atravessar com suas carroças sobre a cordilheira da Serra Nevada. Em 1844, a Caravana Stephens-Townsend-Murphy seguiu o Rio Truckee em direção às montanha. Na fonte daquilo que hoje se conhece como Lago Donner, os integrantes viram um corte baixo nas montanhas e se tornaram os primeiros a usar o passo para seguir além das montanhas. O passo, no entanto, foi batizado após a passagem de um grupo posterior de pioneiros que rumavam à Califórnia. No início de novembro de 1846, a Caravana Donner encontrou a rota bloqueada pela neve e foi forçada a passar o inverno na parte a leste das montanhas. Das 81 pessoas que iniciaram a viagem, apenas 45 sobreviveram para chegar à Califórnia; algumas das quais tiveram de recorrer ao canibalismo para sobreviver.
Em 13 de janeiro de 1952, 222 passageiros e a tripulação de um trem ficaram isolados a 17 milhas (27 km) a oeste do Passo Donner, no Passo Yuba, na via 1, adjacente ao Túnel 35 (na via 2), por volta do marco da milha 176.5. O trem de passageiros da Southern Pacific Railroad denominado City of San Francisco estava no sentido oeste através do trecho quando uma nevasca foi tão forte que a neve acumulada impediu que o trem fosse adiante ou regressasse. Os passageiros e a tripulação ficaram presos por três dias, até que uma rodovia próxima pudesse ser liberada e uma caravana de automóveis fosse usada para resgatar a todos por algumas milhas até Nyack Lodge.

## Central Pacific Railroad

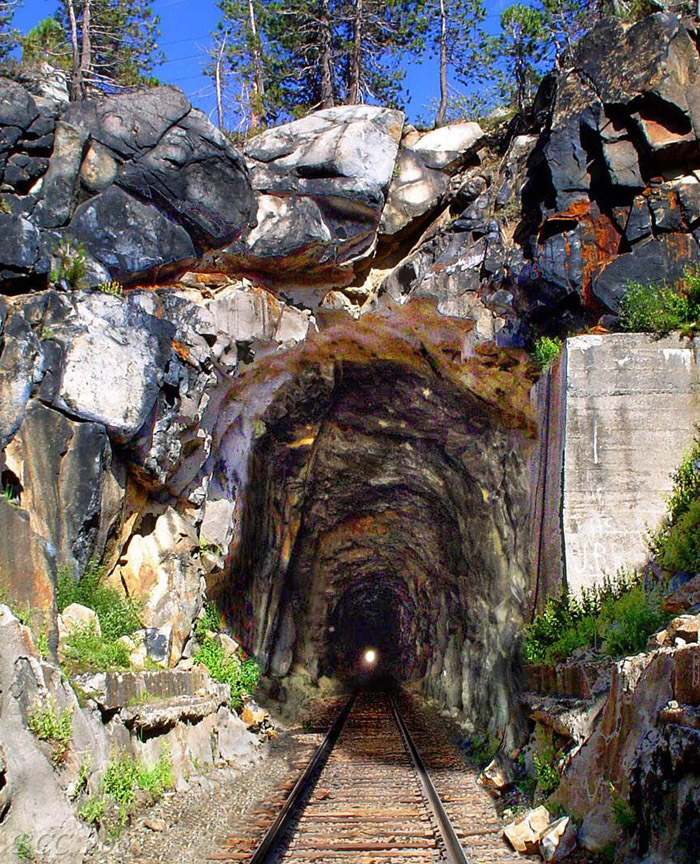
Imagem composta com os trilhos retirados em 1993 restaurados digitalmente.

Na primavera de 1868, a Serra Nevada finalmente foi  "conquistada" pela Central Pacific Railroad (CPRR), após quase três anos de esforços especialmente por trabalhadores chineses, com o término das obras no Passo Donner, através do Túnel 6, com 1659 pés (506 m), permitindo o transporte de passageiros e cargas em nível comercial pela primeira vez através da Serra Nevada. Seguindo uma rota inicialmente estudada e proposta pelo engenheiro-chefe original da CPRR, Theodore D. Judah (1826–1863), a construção dos quatro túneis, várias milhas de galerias de proteção e muralhas foram necessárias para vencer o trecho e os desafios na obra mais complexa obra da ferrovia da CPRR no trecho de Sacramento a Ogden, em Utah.  

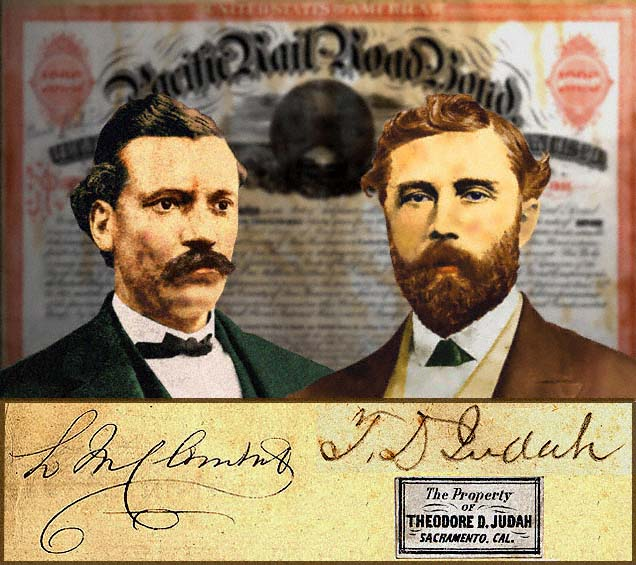
Os engenheiros da CPRR: L.M. Clement e T.D. Judah

Projetada e construída sob a supervisão direta do chefe-engenheiro assistente da CPRR, Lewis M. Clement (1837–1914), a via original (a 1) continuou em uso diário de 18 de junho de 1868, quando o primeiro trem de passageiros passou pelo túnel do topo, até 1993, quando aSouthern Pacific Railroad (SP) (que operou o trecho construído pela CPRR de Oakland a Ogden até sua fusão 1996 com a Union Pacific Railroad (UP)) abandonou o trecho de 6,7 milhas (10,7 km) da via 1. Desde então, todo o tráfego tem corrido pela via 2 que percorre o trecho mais alto a  1 milha (1,6 km) ao sul do Passo Donner através do túnel 41, com 10 322 pés (3 100 m) de comprimento sob o Monte Judah entre Soda Springs and Eder. A Southern Pacific fez essa mudança por que considerava que o uso conjunto da Via 2 e do Túnel 41 (aberto em 1925 quando a via finalmente passou de singela a duplicada) seria um trecho mais fácil e menos custoso de se manter durante os pesados inverno da Serra do que nos túneis da Via 1.

Em conjunto com outras expansões feitas para atender à expansão do Porto de Oakland para atender ao aumento comércio da América do Norte com a Ásia e a Área do Pacífico, a Union Pacific, buscou "construir uma segunda via e aumentar a altura dos túneis no trecho do Passo Donner para as composições de contêineres ligando a Califórnia ao restante do país."

## Rodovias

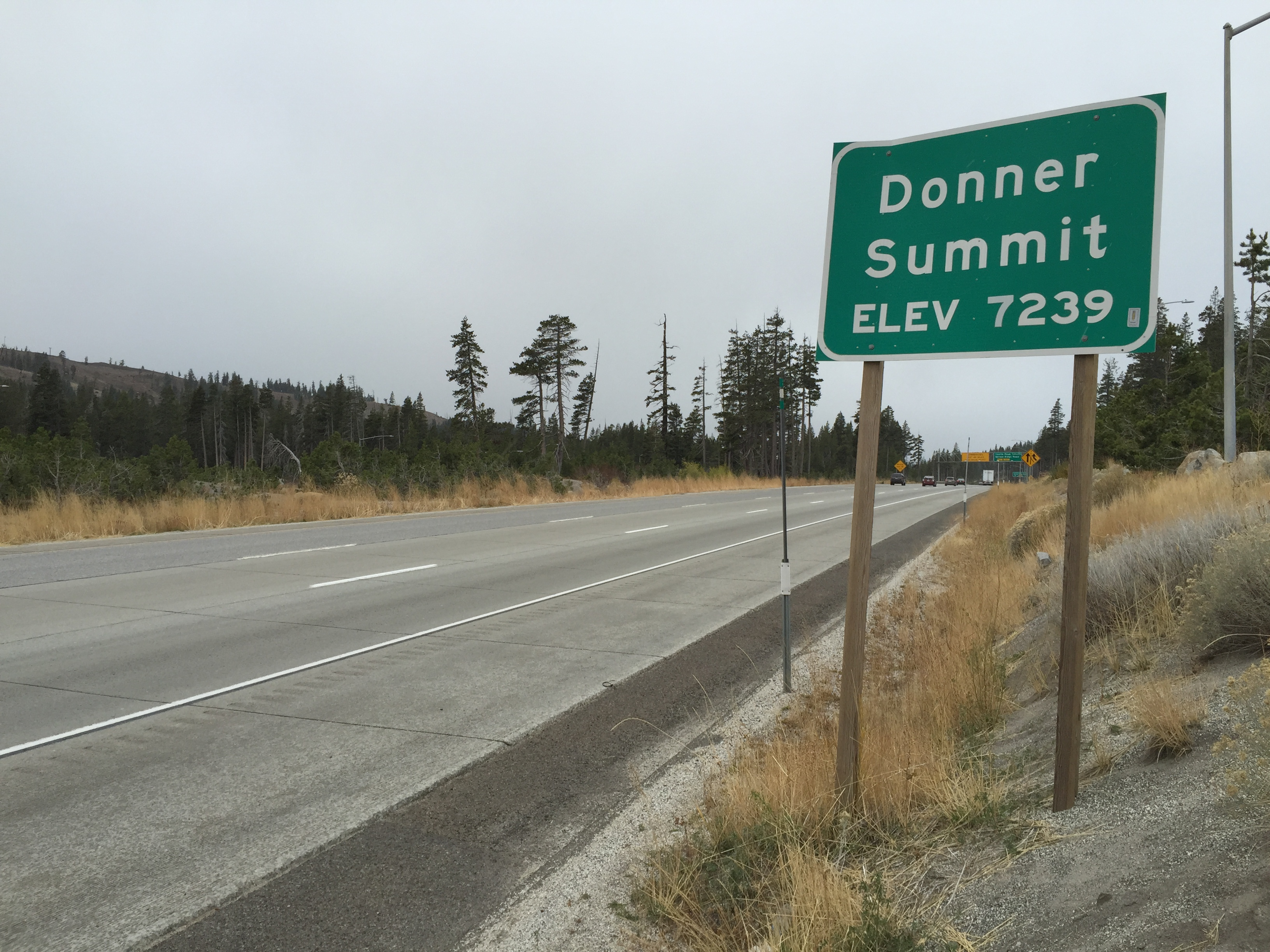
Placa para o topo Donner na Interstate 80. A altitude indicada - 7239 pés - equivale a 2206 metros.

A Lincoln Highway, primeira rodovia transcontinental dos EUA, cruza o passo Donner; também fez parte da Victory Highway. A Interstate 80 foi construída nessa região no início da década de 1960, geralmente correndo paralela à rota da US 40 através da Serra Nevada, mas cruzando os cumes da Serra em Euer Saddle, a aproximadamente 2 milhas (3,2 km) ao norte do Passo Donner. Euer Saddle é referida pelo departamento de transportes da Califórnia com  "Donner Summit" em 7 240 pés (2 200 m) (39° 20′ 24″ N, 120° 20′ 38″ O), no lado sul da I-80 na saída Castle Peak além do Boreal Inn. O pico Donner está 150 pés (46 m) acima do Passo Donner, mas sua maior largura e aproximação mais suave facilitou o atendimento aos padrões de construção Interstate Highway, que não permitem as curvas acentuadas da rodovia do Passo de Donner. O nível é de 3-6% para 30 miles (48,2 km).

## Clima
O clima de inverno no Passo Donner pode ser brutal. A precipitação atinge uma média de 51,6 polegadas (1 310 mm) anuais e em função de a Califórnia possui um  clima mediterrânico, a maior parte desta ocorre durante o inverno, especialmente como neve.  Com uma média de 411,5 polegadas (10,45 m) anuais, o Passo Donner é um dos lugares mais nivosos dos Estados Unidos contíguos, excetuado o Alasca. Por quatro vezes desde 1880 a precipitação de neve na região excedeu 775 polegadas (19,68 m) e passou de 800 polegadas (20,32 m) em 1938 e 1952. Para beneficiar-se das neves, o Boreal Ski Resort foi construído ao norte da região. Os resorts de esqui no  Lago Tahoe relatam uma média 300 a 500 polegadas (7,62 a 12,70 m) de neve por temporada. Os ventos no passo também são extremos, com picos de mais de 100 milhas por hora (160 km/h) sendo comuns durante tempestades de inverno.  As temperaturas dessa estação caem abaixo de 0 °F (−17,8 °C) várias vezes ao ano; o recorde absoluto de toda a Califórnia, de −45 °F (−42,8 °C) foi registrado em Boca (a leste de Truckee) em janeiro de 1937.
O inverno de 1846–47 foi especialmente severo e considera-se esta como a razão principal para ter causado o desastre da Caravana Donner.

## Recreação

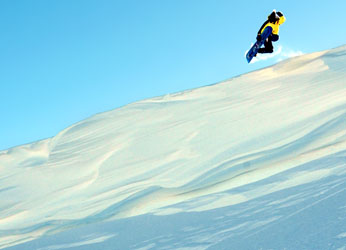
Praticante de snowboard no Sugar Bowl Ski Resort, que se situa próximo ao topo do Passo Donner

Tanto o verão quanto o inverno oferecem várias modalidades de recreação e de esportes como mochilão, esqui alpino e esqui cross-country, escalada na rocha e escalada no gelo. O túnel original da Central Pacific Railroad possui grande quantidade de grafitagem. A região ficou famosa mundialmente no início das anos 1990, através dos filmes de snowboarding produzidos pela Fall Line Films (FLF) e Standard Films, por seu acesso fácil à região litorânea e à sertania.  No entanto, a fama e o acesso rápido à antiga Rodovia 40 e ao Sugar Bowl Ski Resort também levou a um alto índice de mortes por avalanche, incluído o praticante profissional de snowboard Jamil Khan.